# Jan Goessens
Jan Goessens (Gent, 20 oktober 1962) is een voormalig Belgisch wielrenner.

## Belangrijkste overwinningen
1988
- GP d'Isbergues

1989
- 3e etappe Ronde van Luxemburg

## Resultaten in voornaamste wedstrijden
| Jaar | Ronde van Italië | Ronde van Frankrijk | Ronde van Spanje |
| ---- | ---------------- | ------------------- | ---------------- |
| 1986 |                  |                     |                  |
| 1987 |                  | 131e                |                  |
| 1988 |                  |                     |                  |
| 1989 |                  | 112e                |                  |
| 1990 |                  | 114e                |                  |
| 1991 |                  | opgave              |                  |
| 1993 |                  |                     | 100e             |

| Jaar | Milaan-San Remo | Gent-Wevelgem | Ronde van Vlaanderen | Parijs-Roubaix | Amstel Gold Race | Luik-Bast.‑Luik | Parijs-Tours | Parijs-Brussel | Omloop Het Volk |  | Wereldranglijsten |
| ---- | --------------- | ------------- | -------------------- | -------------- | ---------------- | --------------- | ------------ | -------------- | --------------- |  | ----------------- |
| 1986 |                 |               |                      |                |                  |                 | 109e         |                |                 |  |                   |
| 1987 | 93e             |               | 45e                  |                | 30e              | 58e             |              | 19e            | Brons           |  |                   |
| 1988 | 91e             | 22e           |                      | 66e            | 79e              |                 | Zilver       | 45e            |                 |  | 24e (UWB)         |
| 1989 | 15e             |               | 28e                  | 21e            |                  |                 | 33e          | 29e            | 12e             |  |                   |
| 1990 |                 | 59e           | 29e                  | 55e            | 4e               | 117e            | 17e          | 77e            |                 |  |                   |
| 1991 | 105e            | 171e          |                      | 92e            | 18e              |                 | 63e          | 13e            | 22e             |  |                   |
| 1993 |                 |               | 38e                  |                | 85e              |                 |              |                | 20e             |  |                   |